# Фредерік Клементс
Фредерік Клементс (англ. Frederic Edward Clements, 1874—1945) — американський ботанік, еколог рослин і міколог. Член американської Національної Академії наук, Американського ботанічного товариства (віце-президент в 1905 р., консультант в 1906–1910 рр.), Американської Асоціації сприяння прогресу науки.
Ввів поняття «екотон», що позначає відносно різку перехідну зону між екосистемами.
Сукупність рослинності і тваринного світу іменував біомом.
Здійснив великий внесок у систематику грибів.

## Шлях у науці
З 1894 р. навчався в Університеті штату Небраска (University of Nebraska-Lincoln) у Чарлза Бессі (Charles Edwin Bessey).
В 1896 р. отримав ступінь магістра, в 1898 р. — доктор філософії (PhD).
З 1897 р. викладав ботаніку і фізіологію рослин в Університеті штату Небраска, в 1905–1907 рр. — професор.
У 1907 році очолив факультет ботаніки Університету Міннесоти (Міннеаполіс).
У 1917–1941 рр. — в Інституті Карнегі у Вашингтоні, керівник досліджень в області екології. Працював на дослідних станціях в Тусоні (Аризона), «Прибережній лабораторії Карнегі» в Санта-Барбарі (Каліфорнія) і «Гірській лабораторії Карнегі» (яку він же і заснував) в Каньйоні Ангела на схилах Пайкс-Піка (Колорадо). На підставі досліджень розробив одну з найзначніших теорій розвитку рослинності — динамічну концепцію рослинних сукцесій, яка була піддана критиці спочатку Генрі Глізоном і Артуром Тенслі, а потім Робертом Уіттекером, але в кінці XX століття знову стала доводити своє право на існування.

## Названі на честь Клементса
Клементсія (Clementsia Britton & Rose) — рід рослин родини Товстолисті (Clements' rose flower), названо на честь Клементса і його дружини, Едіт Клементс.

## Друковані праці
- Clements F.E., Pound N.R. The Phytogeography of Nebraska, 1898 (second edition, 1900(англ.)
- Clements F.E. Histogenesis of Caryophyllales, 1899(англ.)
- Clements F.E. Greek and Latin in Biological Nomenclature, 1902(англ.)
- Clements F.E. Herbaria Formationum Coloradensium, 1902(лат.)
- Clements F.E. Development and Structure of Vegetation, 1904(англ.)
- Clements F.E. Research Methods in Ecology. Lincoln, Neb.: Univ. Publ., 1905(англ.)
- Clements F.E. Plant Physiology and Ecology, 1907(англ.)
- Clements F.E. Cryptogamae Formationum Coloradensium, 1908(лат.)
- Clements F.E. Minnesota Mushrooms, 1910(англ.)
- Clements F.E., Clements E.S. Rocky Mountain Flowers, 1913(англ.)
- Clements F.E. Plant Succession, 1916(англ.)
- Clements F.E. Plant succession; an analysis of the development of vegetation. // Publ. Carnegie Institution of Washington. № 242. Washington, 1916(англ.)
- Clements F.E. Plant Indicators, 1920(англ.)
- Clements F.E. Aeration and Air-Content, 1921(англ.)
- Clements F.E., Hall H.M. The Phylogenetic Method in Taxonomy, 1923(англ.)
- Clements F.E., Long F.L. Experimental pollination; an outline of the ecology of flowers and insects, 1923(англ.)
- Clements F.E., Weaver J.E. Experimental Vegetation, 1924(англ.)
- Clements F.E., Goldsmith G.W. The phytometer method in ecology; the plant and community as instruments, 1924(англ.)
- Clements F.E. Plant Succession and Indicators, 1928 (reprinted 1973)(англ.)
- Clements F.E., Clements E.S. Flower Families and Ancestors, 1928(англ.)
- Clements F.E., Weaver J.E. Plant Ecology, 1929(англ.)
- Clements F.E., Shear C.L. The Genera of Fungi, 1931 (reprinted 1965)(англ.)
- Clements F.E. Experimental ecology in the public service // Ecology. 1935. Vol. 16. P. 342–363(англ.)
- Clements F.E. Nature and structure of the climax // Journal of Ecology. 1936. Vol. 24, № 1. P. 252–284(англ.)
- Dynamics of vegetation; selections from the writings of Frederic E. Clements / Compilled and edited by B.W. Allred and E.S. Clements. NY: H.W. Wilson, 1949(англ.)
- Clements F.E., Shelford V.E. Bio-ecology. — NY: John Wiley ; L: Chapman and Hall, 1939(англ.)

## Зовнішні посилання
- Краткая биография и портрет
- Кафанов А. И., Кудряшов В. А., 2005. Классики биогеографии : биобиблиографический указатель.

1. ↑  IPNI,  Clem.